# Пауки (фильм, 1919)
«Пауки» (нем. Die Spinnen) — немой приключенческий кинофильм режиссёра Фрица Ланга, снятый в 1919 году. Планировалось выпустить четыре части, однако было снято лишь две. Премьера первой части состоялась 3 октября 1919 года, второй — 6 февраля 1920 года. Лента долгое время считалась утраченной, лишь в 1970-е годы она была обнаружена и отреставрирована при участии самого Ланга.

## Сюжет
Часть 1, «Золотое озеро». Миллионер и искатель приключений Кэй Хуг обнаруживает в море запечатанную бутылку с посланием, из которого узнаёт о местонахождении затерянной цивилизации инков и её несметных сокровищах. Он объявляет о намерении отправиться на поиски сокровищ, однако об этом становится известно главе преступного синдиката «Пауки» Лио Ша, которая снаряжает конкурирующую экспедицию. Прибыв на место, Кэй Хуг встречает прекрасную жрицу Наэлу, спасает ей жизнь и забирает с собой в Америку. Лио Ша, влюблённая в миллионера и отвергнутая им, из ревности убивает Наэлу. Кэй Хуг клянётся отомстить.
Часть 2, «Бриллиантовый корабль». «Пауки» ищут особый бриллиант в форме головы Будды, который даст обладателю власть над Азией. Они похищают дочь английского бриллиантового короля Джона Терри, который, предположительно, владеет камнем. Кэй Хуг помогает Терри обнаружить старинную карту, из которой следует, что камень спрятан где-то на Фолклендских островах. Он отправляется туда, по пятам следуют «Пауки» во главе с Лио Ша. Обнаружив драгоценности в пещере, миллионер сталкивается с бандитами и попадает в плен, однако вскоре пещеру заполняют ядовитые газы от вулкана. Выживает только Кэй Хуг, который возвращается в Англию и освобождает дочь Терри.

## В ролях
- Карл де Фогт — Кэй Хуг
- Рессел Орла — Лио Ша
- Лиль Даговер — Наэла, жрица Солнца
- Георг Йон — доктор Тельфас
- Рудольф Леттингер — Джон Терри, бриллиантовый король
- Теа Цандер — Эллен Терри, дочь Джона
- Эдгар Паули — Четырёхпалый Джон
- Пол Морган — эксперт по бриллиантам / еврей
- Майнхардт Маур — книжный червь / китаец
- Фридрих Кюне — Йоги Альхабма

## Художественные особенности
Историк кино Лотта Эйснер отмечает, что в «Пауках» появляются многие элементы, которые найдут развитие в более поздних фильмах Ланга, включая страсть режиссёра к подземельям, тайным комнатам, заполняемым газами или водой помещениям. Она отмечает:
...удивительно, что такой молодой режиссёр уже в третьем своём фильме (первые два были утрачены) демонстрирует столь высокое искусство мизансцены.Лотта Эйснер